# Rana Foroohar
Rana Aylin Foroohar (de soltera Dogar; 4 de marzo de 1970) es una escritora estadounidense, columnista de negocios y editora adjunta del Financial Times. También es analista económica global de CNN.

## Trayectoria
Foroohar, de soltera Rana Aylin Dogar, nació en Frankfort (Indiana), y estudió en la Frankfort Senior High School en 1988. Su padre, Aygen Erol Dogar, era un inmigrante turco, ingeniero, que constituyó un pequeño negocio manufacturero en el Midwest. Su madre, Ann, era profesora de escuela, e hija de inmigrantes de Suecia e Inglaterra. En 1992, Foroohar se graduó en el Barnard College en Literatura inglesa.
Foroohar estuvo trece años trabajando en Newsweek como editora de economía y asuntos exteriores y como corresponsal en Londres, cubriendo Europa y Oriente Medio. Durante ese periodo recibió el Premio Peter Weitz del German Marshall Fund por sus reportajes transatlánticos. También ha recibido premios y becas de instituciones como la Escuela Paul H. Nitze de Estudios Internacionales Avanzados de la Universidad Johns Hopkins y el Centro Este-Oeste.
Más adelante, Foroohar pasó seis años en la revista Time, como editora adjunta y columnista económica. Entre sus artículos cabe destacar uno de portada de 2013 titulado "El mito de la reforma financiera", que fue criticado por el Departamento del Tesoro de Estados Unidos.
En 2016, publicó su primer libro, Makers and Takers: The Rise of Finance and the Fall of American Business. El libro fue preseleccionado para el Premio al Libro de Negocios del Año 2016 del Financial Times y McKinsey.
Se unió al Financial Times como columnista y editora adjunta en marzo de 2017.
En noviembre de 2019, Foroohar publicó su segundo libro, Don't Be Evil: How Big Tech Betrayed Its Founding Principles—and All of Us (No seas malvado: cómo las grandes tecnológicas traicionaron sus principios fundacionales y a todos nosotros). Su tercer libro, Homecoming: The Path to Prosperity in a Post-Global World, se publicó en octubre de 2022, y explora como la globalización de la economía ha generado desigualdad.
Su trabajo ha aparecido en The New York Review of Books. También ha sido entrevistada en la Radio Pública Nacional.

## Datos biográficos
El primer marido de Foroohar fue el periodista iraní-británico Kambiz Foroohar.
Vive en Brooklyn con su marido, el escritor John Sedgwick, y sus dos hijos, Alex y Darya. Escribió sobre su suegro, Robert Minturn Sedgwick, un profesional de la inversión que advirtió sobre los problemas que planteaban los fondos de gestión activa, en Makers and Takers.

## Libros
- Foroohar, Rana (2016). Makers and Takers: The Rise of Finance and the Fall of American Business. Crown Publishing Group. ISBN 978-0-553-44723-1.[17]
- Foroohar, Rana (2019). Don't Be Evil: How Big Tech Betrayed Its Founding Principles—and All of Us. Currency. ISBN 978-1-984-82398-4.
- Foroohar, Rana (2022). Homecoming: The Path to Prosperity in a Post-Global World. Crown Publishing Group. ISBN 978-0-593-24054-0.